# 祝の島
『祝の島』（ほうりのしま）は、2010年6月19日公開の日本映画。

## 概要
纐纈あやの監督デビュー作。実在の山口県熊毛郡上関町祝島を舞台としたドキュメンタリー映画で、上関原子力発電所建設反対を28年に渡って続ける島民達の四季を約2年に渡り密着している。キャッチコピーは「一〇〇〇年先にいのちはつづく」
東京・ポレポレ東中野や広島・横川シネマでロードショー。公式サイトでは自主上映会用のDVCAM貸し出しも行っている。公開日には公開記念として画家・黒田征太郎による100画撩乱ペインティングも行われた。
2館のみの小規模公開ながらぴあ初日満足度ランキング（ぴあ映画生活調べ）では第2位になるなど非常に高い評価を受けている。

## スタッフ
- 監督 - 纐纈あや
- プロデューサー - 本橋成一
- 撮影 - 大久保千津奈（KBC映像）
- 編集 - 四宮鉄男
- 音響設計 - 菊池信之
- 音楽 - 温井亮
- ナレーション - 斉藤とも子
- 絵「祝島」 - 西村繁男
- グラフィックデザイン - 森デザイン室
- パンフレット編集 - 近藤志乃
- 製作デスク - 中植きさら
- 制作 - 石川翔平
- 製作進行 - 大槻貴宏
- 協力 - 祝島のみなさま、KBC映像、祝島島民の会、映画「祝の島」を応援する会
- 製作 - ポレポレタイムス社